# 唯一的祈愿
《惟一的祈愿》（日语：願い事ひとつだけ）为小松未歩的第三张单曲。

## 概要
自出道单曲《謎》以来第二次为《名侦探柯南》演唱歌曲。自身銷售數量第二位。据说从发售之后紧接着开始断货的商店开始继续进货，成为在公信榜排行榜范围内停留时间最长歌曲。

## 收录歌曲
1. 願い事ひとつだけ
  - 作詞・作曲:小松未歩 / 編曲:古井弘人

读卖电视台・日本电视台全国网动画《名侦探柯南》片尾曲。
2006年据下川美娜（收录于专辑《Remember 〜青春アニソンハウスアルバム〜》），2007年据愛内里菜&三枝夕夏作为《願い事ひとつだけ -rearrange version-》（收录于单曲《七つの海を渡る風のように》）各自翻唱。
2. 銀河
  - 作詞・作曲:小松未歩 / 編曲:古井弘人

朝日放送《ワイドABCDE〜す》片尾曲。
3. 願い事ひとつだけ (original karaoke)
4. 銀河 (original karaoke)

## 收录专辑
- 小松未歩 2nd 〜未来〜（#1）
- THE BEST OF DETECTIVE CONAN 〜名探偵コナン テーマ曲集〜（#1）
- 小松未歩 ベスト 〜once more〜（#1）
- GIZA studio presents -Girls-（#1）

| 动画《名侦探柯南》片尾曲 1997年12月8日 - 1998年7月6日 |                         |                             |
| 前作: DEEN 《没有你的夏天》                           | 小松未歩 《唯一的祈愿》 | 次作: 小松未歩 《如履薄冰》 |